# Kerry Prendergast
Kerry Prendergast est une femme politique néozélandaise née le 28 mars 1953. Elle est maire de Wellington de 2001 à 2010. Elle est la seconde femme à avoir été élue maire de Wellington.